# Aeschynanthus citrinus
Aeschynanthus citrinus är en tvåhjärtbladig växtart som beskrevs av Mendum och S.M. Scott. Aeschynanthus citrinus ingår i släktet Aeschynanthus och familjen Gesneriaceae. Inga underarter finns listade i Catalogue of Life.